# Діенн Роуз
Діенн Роуз (англ. Deanne Rose, 3 березня 1999, Нью-Текамсі) — канадська футболістка, олімпійська медалістка. Півзахисник футбольної команди «Скарборо Юнайтед» та національної збірної Канади.

## Ігрова кар'єра
Футбольну кар'єру розпочала в 2013 виступами за юніорську футбольну команду Скарборо Юнайтед. У 2015 стала однією з шести номінанток програми Канадського футболу для сімнадцятирічних.

## Збірна
2016 залучалась до складу юніорської збірної Канади. На юніорському рівні провела 16 матчів забила чотири голи.
Залучається до складу молодіжної збірної Канади з 2016, наразі провела в складі молодіжної збірної 16 матчів забила чотири голи.
У грудні 2015 дебютує в складі національної збірної Канади, на той момент Роуз було лише шістнадцять років. У лютому 2016 у відбірковому матчі на Олімпійські ігри 2016, забила два голи в переможному матчі 5–0 над збірною Гаяни.
У серпні 2016 стала автором першого гола в ворота збірної Бразилії в переможному матчі за третє місце 2–1.

## Титули і досягнення
Канада
- Бронзова призерка Олімпійських ігор (1): 2016.